# Marc Lieb

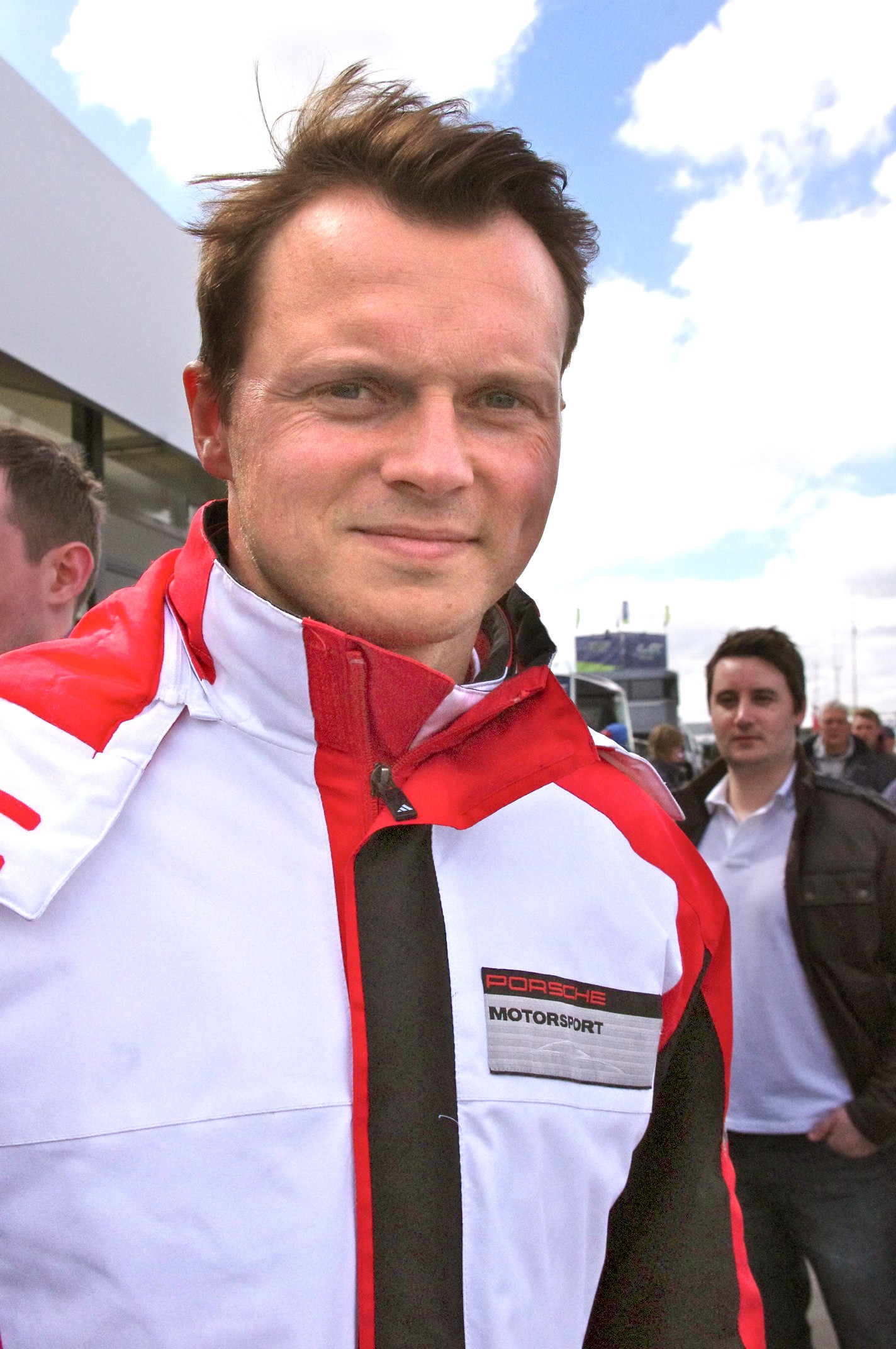
Marc Lieb in Silverstone in 2014

Marc Lieb (Stuttgart, 4 juli 1980) is een Duits autocoureur.
Lieb won in 2016 samen met teamgenoten Neel Jani en Romain Dumas de 24 uur van Le Mans voor Porsche en won dat jaar ook het FIA World Endurance Championship. Hij won ook het FIA GT-kampioenschap in 2003 en 2005, de European Le Mans Series in 2005, 2006, 2009 en 2010 en viermaal de 24 uur van de Nürburgring.